# Ernstichthys megistus
Ernstichthys megistus es una especie de pez de la familia Aspredinidae en el orden de los Siluriformes.

## Morfología
Los machos pueden llegar alcanzar los 6,7 cm de longitud total.

## Hábitat
Es un pez de agua dulce y de clima tropical.

## Distribución geográfica
Se encuentran en Sudamérica:  cuencas de los ríos  Bobonaza y  Marañón.